# Chrysomya albiceps
La Chrysomya albiceps Wiedemann, 1819, o mosca verde, è una mosca appartenente alla famiglia delle Calliphoridae. Si tratta di una specie molto studiata dal punto di vista medico e igienico in quanto è una delle cause della patologia detta miasi nell'essere umano. Essa è diffusa soprattutto in America e in Africa ed è uno dei maggiori predatori di larve di altri ditteri.

## Descrizione
Questo insetto si riproduce normalmente all'interno di carcasse di animali morti, lasciandovi al suo interno le uova, solitamente in mezzo a gruppi di uova di altre specie. In questo modo, sebbene le prime larve si nutrano delle sostante nutritive dei tessuti in decomposizione, le seconde e le terze serie di larve si trasformano in predatori, nutrendosi delle larve di specie diverse ed arrivando a praticare addirittura il cannibalismo. Sebbene le uova vengano di norma deposte in tessuti in decomposizione, essi possono tuttavia trovarsi anche in ferite di tessuti vivi, sia negli animali che nell'uomo. 
La Chrysomya albiceps è spesso considerata in veterinaria come agente della miasi secondaria, soprattutto nelle pecore, causato inizialmente dalle specie appartenenti alla Lucilia.

## Incertezze sulla tassonomia
La Chrysomya albiceps è considerata conspecifica della Chrysomya rufifacies da alcuni autori. Le due specie hanno caratteristiche biologie molto simili e le differenze morfologiche sono davvero minime, e ancora minori sono le differenze allo stato larvale. Tuttavia poiché la tassonomia della Chrysomya rufifacies non è stata del tutto definita, la sua conspecificità con la Chrysomya albiceps è ancora oggetto di discussione.

## Distribuzione
La Chrysomya albiceps era diffusa inizialmente nel continente africano, nell'Europa meridionale e in Asia. A partire dagli anni settanta iniziò a diffondersi anche nelle regioni neotropicali come la Colombia, Argentina, Perù e Paraguay, creando non pochi scompensi nelle popolazioni di specie autoctone come la Chrysomya macellaria.